# Modello F23

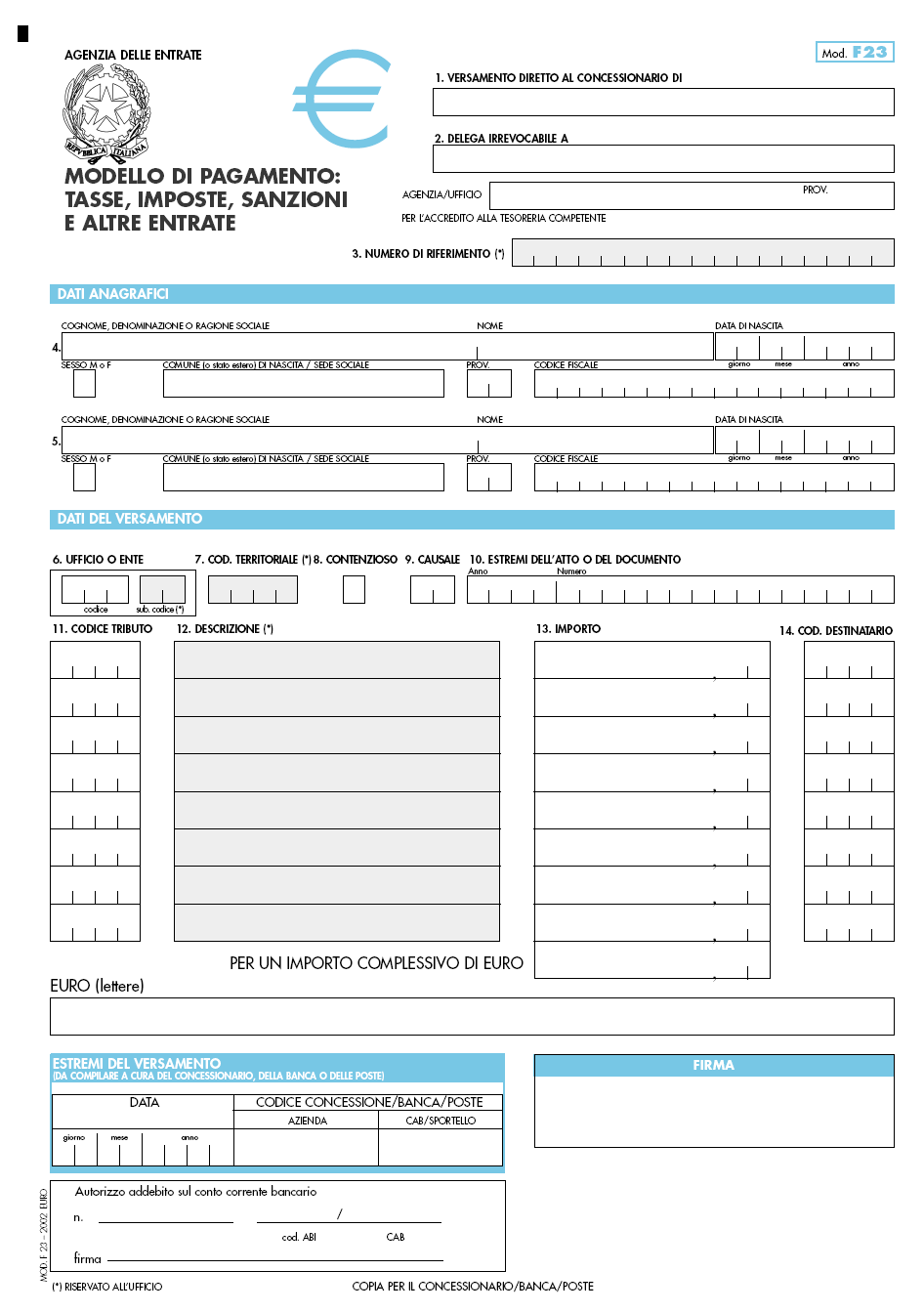
Modello F23

Il Modello F23 è un documento utilizzato per il pagamento di tasse, imposte, sanzioni pecuniarie e somme dovute nei seguenti casi:
- la registrazione di atti, pubblici o privati;
- la registrazione di atti giudiziari;
- Tributi autoliquidati collegati alla successione;
- Somme accertate Conservatorie;
- Depositi per rilascio certificati;
- Certificazione/Formalità/Ispezione ipotecaria;
- i pagamenti relativi ad attività del Demanio;
- i pagamenti relativi ad attività delle Dogane.

Il modello, a differenza del Modello F24, non prevede il meccanismo della compensazione.
Per quanto riguarda i contratti di locazione, il modello F23 ha avuto validità fino al 31/12/2014, dopodiché è stato sostituito dal modello F24 Elide o dal modello RLI telematico.

## Struttura del modello
Il modello si divide in varie sezioni.
In alto troviamo le informazioni anagrafiche relative a due soggetti.
A seconda del tipo di pagamento si riempie una o entrambe le anagrafiche. Ad esempio:
- per l'imposta di registrazione di atti pubblici o atti privati autenticati devono essere riportati solo i dati del notaio,
- per la registrazione di altri atti devono essere riportati i dati del richiedente e di una delle controparti,
- per i contratti di locazione devono essere indicati locatore e locatario.

Segue una sezione dove vanno indicati i seguenti dati identificativi: ufficio o ente responsabile, anno, numero, causale, ecc. Questi campi andranno riempiti secondo certe istruzioni.
La parte seguente, composta di righe e colonne, è utilizzata per inserire il codice dell'importo da pagare e l'importo stesso. Deve essere utilizzata una riga per ogni tipo di imposta, tassa o contributo.
Il modello F23, come l'F24, ha uno schema aperto: è il pagatore che inserisce il codice del tributo. Il vantaggio è che in caso di nuovo tributo non occorre avere un altro modello, basta creare un nuovo codice.

## Modalità di versamento
Il pagamento può essere effettuato presso gli sportelli di qualunque concessionario o banca convenzionata e presso gli uffici postali:
- in contanti;
- con carta PagoBANCOMAT, presso gli sportelli abilitati;
- con carta POSTAMAT, con addebito su conto corrente postale presso qualsiasi ufficio postale;
- con assegno bancario o postale tratto dal contribuente a favore di sé stesso o con assegno circolare o vaglia postale emesso all'ordine dello stesso contribuente e girato per l'incasso alla banca/poste. L'assegno o il vaglia devono essere di importo pari all'importo complessivo del modello F23. Se l'assegno postale è utilizzato per pagare tramite poste, l'operazione deve essere eseguita presso l'ufficio postale ove è radicato il conto corrente.
- con assegno circolare e vaglia cambiario, presso i concessionari.
- con addebito su conto corrente bancario.

Se l'assegno è scoperto o non pagabile, il pagamento si considera omesso.
Il modello si compone di tre copie. Una è trattenuta dal soggetto che effettua il pagamento, banca, posta, concessionario, le altre due sono restituite.